# 5 Brujas
5 Brujas, cuyo título original es 5ive Girls, es una película canadiense de terror escrita y dirigida por Warren P. Sonoda en 2006.

## Argumento
La historia sucede en una institución académica católica llamada San Marcos, orientada espiritualmente por el padre Drake (Ron Perlman), medio abandonada tras un oscuro incidente con una alumna. Allí son ahora enviadas cinco adolescentes problemáticas, donde serán disciplinadas por las estrictas normas de la directora Pearce.
Las jóvenes descubrirán que poseen poderes extraordinarios, con los que tratarán de hacer frente al demonio Legión, quien mantiene su poder gracias a los rituales de la directora. La señora Pierce trata, mediante el sacrificio de las cinco jóvenes, la recuperación de su hermana menor Elizabeth de las manos de Legión.

## Reparto
| Actor                 | Personaje        |
| --------------------- | ---------------- |
| Ron Perlman           | Padre Drake      |
| Terra Vnesa           | Cecilia          |
| Jennifer Miller       | Alex             |
| Jordan Madley         | Mara             |
| Barbara Mamabolo      | Leah             |
| Tasha May Currie      | Connie           |
| Amy Lalonde           | Directora Pearce |
| Krysta Carter         | Elizabeth        |
| James Kidnie          | Virgil           |
| Richard Alan Campbell | Sr. Garrison     |